# Chiesa di San Vito (Barzanò)
La chiesa di San Vito è la parrocchiale di Barzanò, in provincia di Lecco e arcidiocesi di Milano; fa parte del decanato di Missaglia.

## Storia
La chiesa, dedicata a san Vito, dovrebbe risalire al XII secolo, anche se una chiesa molto più antica non battesimale e senza presbitero, dedicata ai santi Vito e Modesto, doveva essere presente sul territorio di Barzanò. Venne citata una prima volta dal presbitero Goffredo da Bussero nel Liber Notitiae Sanctorum Mediolani scritto nel 1289 con la chiesa canonica di San Salvatore che era battesimale ed era luogo di sepoltura. e dipendente dalla pieve di Missaglia. Ancora risulta inserita nella pieve di Missaglia nel Notitia Cleri Mediolanensis de anno 1398 circa ipsius immunitatem così come nel 1564 nel Liber seminarii mediolanensis. La chiesa fu canonicamente elevata a parrocchiale nel 1516 dall'arcivescovo Ippolito d'Este. Nel 1398 il clero era retto da un cappellano eletto dalla vicinia comunitaria, e godeva di un beneficio.
L'edificio originale fu modificato nel corso del XV secolo con l'aggiunta dell'altare intitolato alla Madonna Assunta che godeva del giuspatronato della famiglia nobile dei Nava, e di san Rocco gestito dalla confraternita omonima. Nel 1567 il cardinale Carlo Borromeo incaricò il padre gesuita Leronetto Clavone, suo amico e confessore a visitare la chiesa e a darne una precisa descrizione. Dalla relazione risulta che la chiesa misurava 15 braccia, aveva un'unica navata dove vi erano tre cappelle voltate con relativi altari.
La chiesa fu visitata molte volte dagli arcivescovi di Milano e nella relazione dell'arcivescovo Giuseppe Pozzobonelli del 1757 viene indicata la presenza di diverse congregazioni tra le quali quella del santissimo Sacramento e della Madonna del Rosario.
L'edificio fu oggetto di ampliamento nel XVII secolo. Fu durante i lavori di restauro del 1821 che furono rinvenuti nella cappella dedicata alla Madonna del Rosario, resti di un'antica ara dedicata a Giove Summano, che portò a considerare che il primitivo edificio fu edificato sui resti di un tempio d'origine romana. La nuova chiesa fu ampliata su progetto di Biagio Magistretti con la creazione delle due navate laterali e l'aggiunta sulla parte a sud, del coro e dei locali sacrestia. Durante i lavori furono rinvenute sepolcreti e le fondamenta di una precedente torre campanaria, nonché navate laterali di piccole dimensioni con relative cappelle. Negli scavi del sottosuolo furono ritrovati resti di muri molto grandi che poggiavano sopra colonne. Il nuovo altare maggiore fu posto nel 1851 e le decorazioni furono commissionate al pittore Luigi Tagliaferri nel 1886.
La chiesa fu poi ulteriormente ampliata per soddisfare le necessità dei fedeli che con lo sviluppo demografico erano aumentati, diventando a croce latina su progetto di Giovanni Borboglio, pur mantenendo l'antica facciata.
Nel Novecento l'edificio fu oggetto di lavori di manutenzione e consolidamento con il restauro della torre campanaria e con la nuova pavimentazione del sagrato nel 1999.

## Descrizione

### Esterno
L'edificio di culto è posto nel centro urbano di Barzanò dal classico orientamento liturgico con abside a est raggiungibile da una gradinata. La superficie in pietra composta da conci di misure differenti, ma posti in modo regolare. La parte centrale ospita l'ingresso principale lunettato. Nella parte laterale vi sono due piccole aperture rettangolari e un'apertura a tutto sesto nella parte superiore atta a illuminare l'aula. Il frontone con il timpano triangolare in pietra. La facciata prosegue a sinistra con la torre campanaria sempre in conci di pietra con una sezione unica fino all'altezza della chiesa, e prosegue in altre due sezioni con contorno in pietra e la cella campanaria con le quattro aperture monofore e terminante con la cuspide conica. Lateralmente vi sono i due corpi di fabbrica corrispondenti alle navate interne con aperture e parte intonacata.

### Interno
L'interno si presenta a tre navate e a croce latina, presenta molte parti decorate con affreschi e con mosaici. La navata centrale ha copertura voltata a botte. La navata a sinistra termina con la cupola del transetto, e si collega con quella centrale da due colonne in granito. I transetti ospitano le cappelle dedicate a san Giuseppe in quella di destra e corrispondente a sinistra quella della Madonna del Santo Rosario con l'altare in marmo, dove è conservata in una nicchia la statua della Vergine. La zona presbiteriale anticipata da gradini ospita l'altare maggiore in marmi policromi e termina con il coro absidato semicircolare con copertura a catino. Due vetrate istoriate illuminano la zona.